# Table des caractères Unicode/U11AC0
Cette page contient des caractères spéciaux ou non latins. S’ils s’affichent mal (▯, ?, etc.), consultez la page d’aide Unicode.
Table des caractères Unicode U+11AC0 à U+11AFF.

## Paou chin haou
Ce sont les caractères Unicode utilisés pour l'Écriture Paou chin haou (en).

### Table des caractères
| en fr   | 0 | 1 | 2 | 3 | 4 | 5 | 6 | 7 | 8 | 9 | A | B | C | D | E | F |
| U+11AC0 | 𑫀 | 𑫁 | 𑫂 | 𑫃 | 𑫄 | 𑫅 | 𑫆 | 𑫇 | 𑫈 | 𑫉 | 𑫊 | 𑫋 | 𑫌 | 𑫍 | 𑫎 | 𑫏 |
| U+11AD0 | 𑫐 | 𑫑 | 𑫒 | 𑫓 | 𑫔 | 𑫕 | 𑫖 | 𑫗 | 𑫘 | 𑫙 | 𑫚 | 𑫛 | 𑫜 | 𑫝 | 𑫞 | 𑫟 |
| U+11AE0 | 𑫠 | 𑫡 | 𑫢 | 𑫣 | 𑫤 | 𑫥 | 𑫦 | 𑫧 | 𑫨 | 𑫩 | 𑫪 | 𑫫 | 𑫬 | 𑫭 | 𑫮 | 𑫯 |
| ------- | - | - | - | - | - | - | - | - | - | - | - | - | - | - | - | - |
| U+11AF0 | 𑫰 | 𑫱 | 𑫲 | 𑫳 | 𑫴 | 𑫵 | 𑫶 | 𑫷 | 𑫸 |   |   |   |   |   |   |   |